# Мара Михайлова
Мара Михайлова е българска журналистка, писателка, етнографка, основателка на Тракийския женски съюз.

## Биография
Мара Михайлова е родена на 28 ноември 1901 година в село Чобанкьой, Дедеагачко, тогава в Османската империя. Годината на раждане е спорна, поради посочени различни години в документите, но се приема 1901 г. като година на раждане. Началното си образование завършва в родното си село. Тя е правнучка на бореца за независима българска църква и представител на бакърджийския еснаф в Устово Келеш Саващо. Дядовците ѝ са били ятаци на Петко войвода, поради което са осъждани на пет години затвор. Баща ѝ е първият учител в село Дутли, Кушукавашко.
Началното си образование завършва в родното си село, Омъжват я съвсем млада за заможния тракиец Аргир Михайлов. Благодарение на солидната му търговска дейност, тя завършва средно образование задочно в София, учи в Париж, където посещава лекции по журналистика. Започва да пише съвсем млада, първоначално с дописки до различни вестници, а по-късно започва сама да издава свои вестници. първите ѝ опити са финансирани от нейния съпруг: вестник „Арда“ в Кърджали (1935 – 1936), вестник „Празничен дневник“ (1937). Активно сътрудничи на централни периодични издания, като вестник „Мир“, където помества материали за живота, бита и културата на българите мохамедани в Родопите, вестник „Утро“, на който е кореспондент, списание „Изгрев“.
След Ньойския договор работи за подобряване на положението на бежанките тракийки. Организира чрез Съюза за защита на децата и Червения кръст трапезарии за гладуващите. Високоинтелигентна, общуваща с жени като Магда Петканова, Елисавета Багряна, тя предлага създаване на Тракийски женски съюз, имащ за цел подобряване на положението на тракийските бежанки и разкриване на техния огромен потенциал. Намира съмишленици в лицето на Магда Петканова, на Дамския клуб във Варна и на 28.10.1933 г. в София е учреден Тракийският женски съюз, който съществува и до сега.
През 1938 година Мара Михайлова е приета за редовен член на Съюза на провинциалните професионални журналисти в България – първата провинциална журналистка в България. През 1940 година излиза единствената, издадена приживе, книга на Мара Михайлова „Писателите и войната“, съдържаща интервюта с видни писатели за отношението им към започналата Втора световна война.
С присъединяването на Беломорска Тракия към България през 1941 година, семейството ѝ се установява в Гюмюрджина. През 1942 година тя започва да издава вестник „Тракия“, в който се печатат патриотични материали, етнографски и фолклорни проучвания. За патриотичната си дейност в през годините 1941 – 1944 , тя е осъдена на смърт от гръцкото правителство.
Успоредно с активната си журналистическа дейност тя пише разкази: „Продадена“, „Парадан акъл гелмез“, „Умът не идва от парите“, „Запасяване“, драми: „Бунтът на сърцето“, „Девственост“, „Лошата жена“ и други.
Владеенето на турски език, вродената ѝ любознателност и общителност са в основата на нейните интереси към етнографията. Едва двадесетгодишна тя се включва в първото преброяване в Мастанлийски окръг. През петдесетте години тя става нещатен хоноруван сътрудник на Етнографския музей към Българската академия на науките. Извършва огромна събирателска дейност по различни теми, като „Бит на турското население от Източните Родопи“. Създава сборник „Тракийски народни песни“, завършен през 1958 година, съдържащ 150 песни от Западна Тракия. Прави пълно етнографско изследване на родното си село Чобанкьой, което е издадено много след смъртта ѝ през 2002 година. Авторка е и на етнографско описание на циганите в Кърджали и на опит за история на Кърджали.
Мара Михайлова никога не е членувала в политическа партия. Независимо от това след Деветосептемврийския преврат, през октомври 1944 година тя е арестувана и престоява 20 дена в милицията в Кърджали. Там се ражда разказът „Разказ от затвора“. След излизането ѝ от затвора, тя е изключена от Съюза на журналистите. Правата ѝ са възстановени посмъртно през 2000 година. След отнемането на журналистическите ѝ права, Михайлова работи активно за тракийската кауза. В този тежък момент тя губи и съпруга си. След няколко години се жени за революционера, член на Комитета за свобода на Тракия и събирач на народни песни Илко Димитров. Изцяло се отдава на етнографските си проучвания.
Михайлова има голям принос ѝ за създаване на Историческия музей в Кърджали. Отчитайки бездействието на местната власт, тя организира своеобразен протест през 1954 година, изразяващ се в сватбено шествие в тракийски носии по време на първомайската манифестация. Шествието носи лозунг „Музей на тракийското облекло и носии“. В периода на най-силна диктатура от страна на властта, това несъгласувано шествие е било истински протест. След създаване на музея Мара Михайлова е негов сътрудник до края на дните си.
През 1931 година е инициатор за изграждане на паметник на зверски избитите от турския башибозук в местността Мъгленик край село Аврен 42 жени и деца и започва набиране на средства. Паметникът е открит едва през 1964 година. Има голям принос в събиране на стари снимки, на тракийски и турски носии, на занаятчийски сечива и всякакви оръдия на труда за музейните колекции. Важна за българската етнография е направената от нея възстановка на западнотракийскса сватба в село Гледка, заснета в документален филм от Студия за игрални филми, София през 1959 година.
През 2000 година Кърджали е наименувана улица на името на Мара Михайлова в знак на признателност към заслугите ѝ към града. През 2000 година с решение на Общинския съвет на Момчилград Мара Михайлова е удостоена със званието „Почетен гражданин на Момчилград“.

## Творчество
- „Етнографски проучвания на Източните Родопи“, изд. къща „Родопи“ Кърджали, 1996 г.
- „Писателите и войната“, изд. „ДиМакс“ 2000 г., ISBN 954-90641-3-1
- „Село Чобанкьой“, Кърджали, 2002 г.
- „Виена китка с алтънче. Народни песни от Беломорска Тракия“, изд. „Захари Стоянов“ 1999 г.,ISBN 954-739-071-6
- Етнографски теренни материали на Мара Михайлова, непубликувани, съхранявани в научен архив на ЕИМ към БАН, заведени под номер 856,890,928,929
- „Западнотракийски приказки“, 102 стр
- „Сватбата на Юмер“, 95 стр.
- „Турски масали“, 189 стр.
- „Западнотракийската сватба“, 38 стр.
- „С унгарката Едит из Родопите“, 100 стр.